# Osen & Hunt
Osen & Hunt war ein US-amerikanisches Unternehmen in der Fahrzeugbranche.

## Unternehmensgeschichte
George H. Osen und W. F. Hunt waren Partner. Sie verkauften Fahrräder in San José in Kalifornien. Zwischen 1900 und 1901 stellten sie einige Automobile her. Der Markenname lautete Hunt & Osen. Konstrukteur war Hunt, der vorher einige Jahre in Frankreich lebte. Nach der Aufgabe der eigenen Produktion wurden Automobile von Locomobile und Winton vertrieben. Insgesamt entstanden vier Fahrzeuge, von denen eines noch existiert.
Es ist nicht bekannt, wann das Unternehmen aufgelöst wurde.

## Fahrzeuge
Die Fahrzeuge hatten einen Motor von Crest mit 2,5 PS Leistung. Beim ersten Fahrzeug wurde die Motorleistung mittels Riemen übertragen. Danach gab es Kettenantrieb. Die Karosserie war ein offener Runabout mit Platz für zwei Personen.
Das noch existierende Fahrzeug wird auch als Osen & Hunt bezeichnet und auf 1899 datiert.